# Rożyńsk Wielki (powiat Gołdapski)
Rożyńsk Wielki (Duits: Groß Rosinsko; 1938-1945: Großfreiendorf) is een plaats in het Poolse woiwodschap Ermland-Mazurië, in het district Gołdapski. De plaats maakt deel uit van de stad- en landgemeente Gołdap.